# 玛丽莲·爱德华兹
玛丽莲·爱德华兹（英語：Marilyn Edwards，1944年5月20日—），旧姓布莱克（Black），澳大利亚女子田径运动员。她曾代表澳大利亚参加1964年夏季奥林匹克运动会田径比赛，获得女子200米铜牌。